# Sprehajalno omrežje
Sprehajalno omrežje ali sneakernet je neformalen izraz, ki opisuje prenos elektronskih informacij z enega računalnika na drugega preko fizičnih prenosnih medijev, kot so magnetni trakovi, diskete, optični diski, USB-ključi ali zunanji trdi diski, namesto prenosa preko računalniškega omrežja. 
Angleški izraz je sestavljen iz besed net (omrežje) in sneakers (superge), ki jih lahko hudomušno razumemo kot pripomoček za prenos podatkov, saj mora prenašalec hoditi med računalniki.